# Belle Haven (comté de Fairfax)
Pour les articles homonymes, voir Belle Haven.
Belle Haven est une census-designated place (CDP) américaine située dans le comté de Fairfax en Virginie. Selon le recensement de 2010, Belle Haven compte 6 518 habitants.

## Géographie
Selon le Bureau du recensement des États-Unis, Belle Haven CDP s'étend sur 2,87 milles carrés (7,43 km2) dont 0,89 mille carré (2,31 km2) d'étendues d'eau. Se développant à partir des années 1920, elle est devenue une localité aisée du sud d'Alexandria, sur la rive ouest du Potomac.

## Démographie
| Groupe                                  | Belle Haven | Virginie | États-Unis |
| --------------------------------------- | ----------- | -------- | ---------- |
| Blancs                                  | 85,1        | 70,0     | 76,9       |
| Asiatiques                              | 4,6         | 6,6      | 5,7        |
| Afro-Américains                         | 3,2         | 19,8     | 13,3       |
| Métis                                   | 2,1         | 2,9      | 2,6        |
| Hawaïens et autres peuples du Pacifique | 0,3         | 0,1      | 0,2        |
|                                         |             |          |            |
| Hispaniques et Latino-Américains        | 10,8        | 9,1      | 17,8       |

À Belle Haven, le revenu par habitant était en moyenne de 68 515 dollars par an entre 2012 et 2016, largement supérieur à la moyenne de la Virginie (34 967 dollars) et à la moyenne nationale (29 829 dollars). Sur cette même période, 7,3 % des habitants y vivaient sous le seuil de pauvreté (contre 11,0 % dans l'État et 12,7 % à l'échelle des États-Unis).
Belle Haven compte une population davantage éduquée que la Virginie ou le pays : 66,3 % de ses habitants de plus de 25 ans étaient diplômés d'au moins un bachelor degrees (contre respectivement 36,9 % et 30,3 %).